# CitySpire Center
Le CitySpire Center, dessiné par Helmut Jahn et achevé en 1987, est le plus haut gratte-ciel à usage mixte résidentiel et commercial de la ville de New York avec 248 mètres et 75 étages. Il est situé dans le quartier de Midtown, dans l'arrondissement de Manhattan, sur la 56e rue, non loin au sud de Central Park. Il est situé à côté de deux autres gratte-ciel de hauteur comparable : la Metropolitan Tower et la Carnegie Hall Tower.
C'est le 14e immeuble le plus haut de New York, le 46e aux États-Unis et le 279e au monde. Les 23 premiers niveaux sont occupés par des entreprises commerciales, et la partie supérieure est divisée en appartements de luxe, de plus en plus spacieux à mesure que l'on s'approche du sommet.
L'architecte est l'agence Murphy/Jahn de l'allemand Helmut Jahn.